# Sasha Barrese
Alexandra Barrese (Maui, 24 aprile 1981) è un'attrice statunitense.
È la figlia dell'attrice e modella Katherine Barrese.

## Filmografia

### Cinema
- Homer and Eddie, regia di Andrej Končalovskij (1989)
- Jezebel's Kiss  (1990)
- American Pie, regia di Paul Weitz e Chris Weitz (1999)
- Dropping Out (2000)
- Hellraiser 5: Inferno (Hellraiser: Inferno), regia di Scott Derrickson (2000)
- La rivincita delle bionde (Legally Blonde), regia di Robert Luketic (2001)
- The Ring (2002)
- Full Dress - cortometraggio (2007)
- Una notte da leoni (The Hangover), regia di Todd Phillips (2009)
- Blood Story (Let Me In), regia di Matt Reeves (2010)
- Una notte da leoni 2 (The Hangover: Part II), regia di Todd Phillips (2011)
- Una notte da leoni 3 (The Hangover: Part III), regia di Todd Phillips (2013)

### Televisione
- Crescere, che fatica! (Boy Meets World) - serie TV, 1 episodio (1999)
- Paranormal Girl - film TV (2002)
- Just Shoot Me - serie TV, 3 episodi (2002-2003)
- Run of the House - serie TV, 19 episodi (2003–2004)
- LAX - serie TV, 9 episodi (2004–2005)
- CSI: Miami - serie TV, 1 episodio (2006)
- Drive - miniserie TV (2007)
- Carpoolers - serie TV, 1 episodio (2007)
- Supernatural - serie TV, 1 episodio (2007)

## Doppiatrici italiane
Nelle versioni in italiano delle opere in cui ha recitato, Sasha Barrese è stata doppiata da:
- Barbara De Bortoli in Una notte da leoni, Una notte da leoni 2, Una notte da leoni 3
- Sabrina Duranti in CSI: Miami, Leverage - Consulenze illegali
- Stella Musy in Supernatural